# Paris Lumière
Ne doit pas être confondu avec Université Paris Lumières.
 (février 2011).
Si vous disposez d'ouvrages ou d'articles de référence ou si vous connaissez des sites web de qualité traitant du thème abordé ici, merci de compléter l'article en donnant les références utiles à sa vérifiabilité et en les liant à la section « Notes et références ».
Paris Lumière est un talk show culturel et quotidien créé en 1994 sur TV5 qui s'arrêta en 1999.
Le concept, un invité par jour un lieu par semaine, proposé par Patricia Boutinard Rouelle a vu le jour sur TV5 grâce à Patrick Imhaus, directeur de TV5 Monde.
Ils  choisissent Marie Talon comme animatrice en 1994. L’émission durera cinq ans avec un succès grandissant, elle changera de producteur, de nom, de générique mais jamais d’animatrice.
De nombreux JRI et jeunes réalisateurs ont participé à l’aventure en réalisant la dizaine de reportages diffusés par semaine et destinés à explorer Paris dans une grande diversité de points de vue. Le départ de Patrick Imhaus, la réorganisation de TV5 Monde et des moyens de production propres de la chaîne auront raison de ce magazine culturel qui disparaît des écrans définitivement en juin 1999.

## Concept
Il s’agit de faire découvrir Paris à travers les artistes et artisans  qui y puisent quotidiennement leur inspiration
. Chaque jour deux  courts reportages sont diffusés en lien avec l'invité et le lieu où cet invité est interviewé. 
La première a été enregistrée en mai 1994 au théâtre de la Ville  avec Robin Cook qui publiait aux éditions Rivages/Écrits noirs, Mémoire Vive, une autobiographie.
Très vite, Patricia Boutinard Rouelle se retire pour aller vivre de nouvelles aventures créatives, elle confie son rôle à Martine Saada qui devient rédactrice en chef du magazine et le restera pendant deux ans avant de céder sa place à Véronique Barbey, ancienne journaliste, qui donnera sa pleine mesure au magazine jusqu'à la fin. 
En septembre 1998, Paris Lumière change de production et devient Voila Paris avec un nouveau générique ; Véronique Barbey reste rédactrice en chef.
L’animatrice est relookée, mais le concept un invité par jour et un lieu par semaine est conservé, à quelques aménagements près qui font de l’émission définitivement un grand rendez-vous quotidien dans tout le monde francophone.

## Équipes de tournage sur les premières émissions 1994
- Chez Anabase production :
- Conseiller artistique : Jacques Malaterre
- Réalisateur : Philippe Baillon  assisté de Luce Grégory
- Montage : Olivier Martin
- Image : Jean Pierre Daudet
- Son : Pierre Coutrot
- Mixage : Georges Lafitte et Marie Boissy
- Maquillage : Brigitte Ducourneau
- Assistants : Nicolas Boisson et Alexis Menu
- Administration de production : Isabelle Kabakdjian et Pierre Leroux
- Direction de production : Jean Marceau Pouilly assisté de Anne Duval et Marie Noëlle Caillot.
- Moyens techniques : Silicone.

Équipe de tournage en 1998 et 1999 : 
- Production exécutive : Michèle Graves
- Réalisation : Elyzabeth Lustgarten
- Cadre et photo : Richard Vallantin et Toni Casablanca
- Son : Jean Pierre Moyemont
- Assistant  réalisation : Bruno Aubertin puis Guillaume Roul
- Chef électricien : Fred da Silva
- Moyens techniques : Magic production
- Rédaction Véronique Barbey assistée de Mathilde Lecoufle et Corine Violot
- Directrice de production : Michèle Graves
- Régisseur : Alexis Menu